# Campo de Gracia
Campo de Gracia är en ort i Mexiko.   Den ligger i kommunen Nuevo Ideal och delstaten Durango, i den centrala delen av landet, 900 km nordväst om huvudstaden Mexico City. Campo de Gracia ligger 1 971 meter över havet och antalet invånare är 137.
Terrängen runt Campo de Gracia är en högslätt. Runt Campo de Gracia är det glesbefolkat, med 9 invånare per kvadratkilometer. Närmaste större samhälle är Nuevo Ideal, 5,3 km sydväst om Campo de Gracia. Trakten runt Campo de Gracia består till största delen av jordbruksmark.